# 5648 Axius
5648 Axius eller 1990 VU1 eller 1990 VU1 är en trojansk asteroid i Jupiters lagrangepunkt L5. Den upptäcktes 11 november 1990 av de båda japanska astronomerna Kazuro Watanabe och Kin Endate vid Kitami-observatoriet. Den är uppkallad efter Axius i grekisk mytologi.
Asteroiden har en diameter på ungefär 59 kilometer.